# Skaldska poezija
Skaldska poezija. Pretpostavlja se da se razvila u 9. st. u Norveškoj. Ova je vrsta staronordijske poezije izrazito zahtjevna, inzistira na kompliciranom sustavu aliteracije, unutrašnjoj rimi, točno određenom broju slogova u stihu koji je najčešće šesterac i koji mora završiti zadanim oblikom. Najčešće strofe su osmeračke (oktave) koje se sastoje od dva sintaktički i semantički neovisna katrena (4+4). Karakteristične su i izrazito komplicirane perifrastične metafore zvane kenning i heiti koje se temelje na poznavanju nordijske mitologije. 
Pjesnici koji su pjevali ovu poeziju nazivali su se skaldima. prvi poznati skald zvao se Bragi Boddason i često se poistovjećuje sa staronordijskim bogom Bragijem.